# فرانسوا-شارل دو بورلاماک
فرانسوا-شارل دو بورلاماک (نام خانوادگی او همچنین به صورت بورلاماکی دیده می‌شود) (۱۷۱۶ – ۱۷۶۴) یک فرمانده نظامی فرانسوی و فرماندار گوادلوپ از سال ۱۷۶۳ بود.

## زندگی
پدر او، فرانچسکو بورلاماکی، در لوکا، توسکانی متولد شد. او به‌عنوان مهندس نظامی، کاپیتان عمده، سرهنگ پیاده‌نظام، فرمانده پیاده‌نظام، فرمانده، بریگادیر ژنرال، سرلشکر، فرمانده سن-لوئیس در نظام سنت لوئیس، عضو افتخاری نظام مالت و فرماندار گوادلوپ آغاز به کار کرد.
پس از پیوستن به ارتش فرانسه، بورلاماک به رتبه سرهنگ در سال ۱۷۵۶ ارتقا یافت. او در سال ۱۷۵۶ به عنوان فرمانده سوم نیروهای منظم به کانادا اعزام شد و در طول کمپین‌های بعدی در کانادا با افتخار خدمت کرد. در نبرد کاریلون در سال ۱۷۵۸ او فرماندهی جناح چپ فرانسه را برعهده داشت و در سال ۱۷۵۹ نیروهای فرانسه را در نبرد تیکوندروگا (۱۷۵۹) فرماندهی کرد و به بریگادیر ژنرال ارتقا یافت. سال بعد او با نیروی کوچکی سعی کرد از منطقه اطراف ترویس-ریویرز در حمله بریتانیا به مونترآل دفاع کند، اما بی‌نتیجه بود. پس از تسلیم فرانسه، او در سال ۱۷۶۲ به مقام سرلشکر ارتقا یافت.